# Rhinogobius similis
Rhinogobius similis és una espècie de peix de la família dels gòbids i de l'ordre dels perciformes.

## Morfologia
- Els mascles poden assolir 10 cm de longitud total.[1][2]

## Depredadors
A l'Uzbekistan és depredat per Channa argus warpachowskii.

## Hàbitat
És un peix d'aigua dolça i de clima temperat.

## Distribució geogràfica
Es troba a Àsia: l'Afganistan, la Xina, l'Iran, el Japó, el Kazakhstan, el Turkmenistan i l'Uzbekistan.